# Cyclodes (bướm đêm)
Cyclodes  là một chi bướm đêm thuộc họ Erebidae.

## Các loài
- Cyclodes omma Hoeven, 1840
- Cyclodes spectans Snellen, 1886